# Magdalena Nykiel
Magdalena Nykiel (* 25. März 1983) ist eine ehemalige polnische Biathletin.
Magdalena Nykiel startete 2002 in Ridnaun erstmals bei Junioren-Weltmeisterschaften. Ihre Ergebnisse waren dort nicht nennenswert. Besser lief es im selben Jahr bei den Junioren-Europameisterschaften in Kontiolahti, wo sie in Sprint und Verfolgung Platzierungen um Platz 20 erreichte. Platzierungen zwischen 20 und 30 erreichte sie auch bei den Junioren-Weltmeisterschaften 2003 in Kościelisko und bei den Junioren-Europameisterschaften in Forni Avoltri, wo sie zusätzlich jedoch mit der Staffel auch Vierte wurde. Ihre letzten Junioren-Weltmeisterschaften bestritt sie 2004 in Haute-Maurienne und belegte als 15. in der Verfolgung und Sechste mit der Staffel ihre besten Ergebnisse im Rahmen dieses Wettbewerbs. Die Junioren-Europameisterschaften in Minsk desselben Jahres waren ebenfalls der letzte Wettbewerb dieser Art für Nykiel. Hier wurde sie Siebte in der Verfolgung und gewann mit der polnischen Staffel die Silbermedaille.
2004 nahm die Polin in Oberhof auch erstmals an Biathlon-Weltmeisterschaften der Senioren teil. In ihrem einzigen Rennen, dem Sprint, belegte sie den 73. Platz. Bei den Biathlon-Weltmeisterschaften 2005 in Hochfilzen startete Nykiel schon in drei Rennen. Im Sprint wurde sie 59., in der Verfolgung 53 und 12. mit der Staffel. Sie lief über zwei Strecken bei den Olympischen Winterspielen 2006 von Turin, wurde 56. im Sprint und musste die Verfolgung, da sie von Kati Wilhelm überrundet wurde, vorzeitig beenden. Bei den folgenden Großereignissen konnte Nykiel keine nennenswerten Ergebnisse erzielen, einzig bei den Weltmeisterschaften im Sommerbiathlon 2006 in Ufa erreichte sie gute Platzierungen, etwa einen neunten Platz in der Verfolgung.
Zwischen 2002 und 2004 startete Nykiel im Junioren-Europacup und im Biathlon-Europacup. Seit 2004 wird sie vorrangig im Biathlon-Weltcup eingesetzt. Ihre beste Platzierung in einem Einzelrennen erreichte sie 2010 mit Platz 37 in einem Sprint in Chanty-Mansijsk. Das waren gleichzeitig ihre erste Platzierung in den Punkterängen des Weltcups. Besser lief es mit der Staffel, mit der sie mehrfach unter die besten Zehn laufen konnte. Beste Ergebnisse sind hier bislang neunte Ränge, erreicht 2005 in San Sicario und 2006 in Hochfilzen.

## Biathlon-Weltcup-Platzierungen
Die Tabelle zeigt alle Platzierungen (je nach Austragungsjahr einschließlich Olympische Spiele und Weltmeisterschaften).
- 1.–3. Platz: Anzahl der Podiumsplatzierungen
- Top 10: Anzahl der Platzierungen unter den ersten zehn (einschließlich Podium)
- Punkteränge: Anzahl der Platzierungen innerhalb der Punkteränge (einschließlich Podium und Top 10)
- Starts: Anzahl gelaufener Rennen in der jeweiligen Disziplin

| Platzierung             | Einzel | Sprint | Verfolgung | Massenstart | Staffel | Gesamt |
| ----------------------- | ------ | ------ | ---------- | ----------- | ------- | ------ |
| 1. Platz                |        |        |            |             |         |        |
| 2. Platz                |        |        |            |             |         |        |
| 3. Platz                |        |        |            |             |         |        |
| Top 10                  |        |        |            |             | 6       | 6      |
| Punkteränge             |        | 1      |            |             | 14      | 15     |
| Starts                  | 6      | 34     | 5          |             | 14      | 59     |
| Stand: 17. Februar 2015 |        |        |            |             |         |        |